# Tuboly Liza
Tubolyszeghi Tuboly Erzsébet "Liza" (született: Jozefa Erzsébet) (Nagylengyel, 1793. március 22.–Nagylengyel, 1819. március 18.), magyar költőnő, írónő, műdalíró, Dóczy Terézia (1778-1842) féle Göcseji Helikon irodalmi körnek a tagja, a "Nagylengyeli Gratiák" egyike Tuboly Róza és Kaczinczy Klárával együtt. A Még azt mondják, nem illik műdalból folklorizálódott magyar népdal szerzője.

## Családja és származása
Az ősrégi zalamegyei nemesi származású tubolyszeghi Tuboly család sarja. Apja tubolyszeghi Tuboly László (1756–1828), jogász, főszolgabíró, táblabíró, költő, szabadkőműves, nyelvújító, földbirtokos, anyja a boldogfai Farkas családból való boldogfai Farkas Erzsébet (1761–1801) volt. Az anyai nagyszülei boldogfai Farkas Ferenc (1713–1770), Zala vármegye alispánja, földbirtokos és barkóczi Rosty Anna (1722–1784) voltak. Nővére Tuboly Róza (1791–1872), költőnő, a "Nagylengyeli Gratiák" egyike, a Helikon tagja, aki szintén hajadonként hunyt el. Tuboly Róza és Liza fivére tubolyszeghi Tuboly Mihály (1798–1872), Zala vármegye főjegyzője, táblabíró, földbirtokos. Tuboly Lizának a további leánytestvérei: Tuboly Julianna (1784–1844), akinek a férje kálóczfai Szente József (1773–1811), táblabíró, kálócfai földbirtokos, valamint Tuboly Borbála (1780–1832), akinek a férje domjánszegi Domján József (1765–1831), királyi udvarnok, táblabíró, zalalövői földbirtokos, 1819 és 1825 között Zala vármegye alispánja. Tuboly Liza beceneve a latin nyelvű változatának, "Elizabeth"-nek a rövidítése.

## Élete
A zalamegyei Nagylengyelben született a családja kúriájában; szülei több településen is bírtak földeket, amelyeket anyja révén a boldogfai Farkas családtól örököltek. Édesanyját boldogfai Farkas Erzsébetet alig 8 évesen vesztette el. Apja Tuboly László jakobinus kapcsolatai, eszmei mély nyomott hagytak Tuboly Erzsébet és leánytestvérei neveltetésében. Apja közeli barátságot ápolt a szintén jakobinus Festetics György gróffal, Hajnóczy Józseffel, illetve Pálóczi Horváth Ádámmal is. Az utóbbi Kazinczy Klára költőnő férje lett, és ketten a keszthelyi Georgikon ünnepségein is gyakran rész vettek Dóczy Terézia mellett. Ezen keresztül a társaságon keresztül létrejött a szoros barátság Kazinczy Klára és Tuboly Erzsébet között, akik komolyan szentelték fel magukat a versírásnak Dóczy Terézia hatására. A szintén hajadon nővérével tubolyszegi Tuboly Rozáliával, hárman Kazinczy Klárával együtt a Nagylengyeli Gratiák egyike; igen nívós irodalmi szalont alakítanak ki maguk körül.
A három Gratiák alkalmi költőknek tekinthetők és többnyire páros-rímű tizenkettősökket dedikáltak ismerőseiknek. Ezeken gyakran megénekelték családi bajaikat, illetve panaszkodtak lelkük gondjairól, mostoha sorsukról, és egyben ügyesen ékesítették a mondanivalóikat görög-római mitológiabeli vonatkozásokkal (ezeken emlegették Melpomenét, Isist, Cerest, Kliót stb). A téli hónapokat fonással, a nyarat baromfi-tenyésztéssel töltötték, szorgos falusi gazdasszonyok voltak, annak ellenére, hogy több-száz holdas birtokai voltak és több tucatnyi jobbágya is volt a családjuknak.
Tuboly Liza Horváth Ádám köszöntésére szánt verseiben mindig a barokkos mély tisztelet volt érezhető: "Éllyen Hunniának betses maradékja, Kegyes Magyar hazánk edgyik buzgó fíja!", ahogy írta 1813-ban Ádám napja. Verseiben magyar hazafi- illetve magyar történelmi fogalmak gyakran fordultak meg. Egyébként Tuboly Liza apja Tuboly László történeti kérdésekkel foglalkozott: két magyar őstörténeti témájú tanulmánya is megjelent a 19. század elején; az egyik "Őstörténelmi Megtzáfolások, és Igazítások" 1824-ben. Horváth Ádám levelében Daniel Polixénia bárónőt, Komnén Alexius leányát, Komnén Annát, a ragyogó tollú históriaíró-nőt verseiben említi, Tuboly Lizával hozza párhuzamban. Tuboly Liza verseiben, és pontosabban Horváth Ádámhoz irt levelében a hazafiságnál messzebbre tekintettek a gondolatai, amely érezhető, amikor azt írta, hogy: "Edgy országnak szemtsiklandó fénnyé, 's jó szerentséjje Az emberi nem Javának, melly kitsiny részetskéjje!". A  haladó gondolatokkal, merész eszmékkel tele levél összhangban van az akkori Jakobinusok életfelfogásával. Tuboly Liza számos levele őrződött meg, amelyek gazdagítva vannak a költészeti alkotásaival. 25 évesen hunyt el hajadonként.